# Asyncritula pubescens
Asyncritula pubescens är en tvåvingeart som beskrevs av James 1978. Asyncritula pubescens ingår i släktet Asyncritula och familjen vapenflugor. Inga underarter finns listade i Catalogue of Life.